# Androsace bisulca
Androsace bisulca là một loài thực vật có hoa trong họ Anh thảo. Loài này được Bureau & Franch. mô tả khoa học đầu tiên năm 1891.